# Grb Surinama
Grb Surinama usvojen je 25. studenog 1975., na dan stjecanja nezavisnosti. Sastoji se od štita čija lijeva strana simbolizira prošlost (brod koji dovodi robove iz Afrike), a desna strana sadašnjost (kraljevska palma - simbol čovjeka). U sredini štita je zeleni dijamant sa žutom zvijezdom. Oko štita stoje dva domorodca koji pridržavaju štit, a ispod štita je traka s motom "Justitia, Pietas, Fides" (Pravda, Pobožnost, Odanost).

## Također pogledajte
- Zastava Surinama